# Jan Topass
Jan Topass (ur. 5 kwietnia 1873 w Warszawie, zm. po 1932) – polski krytyk literacki i artystyczny.
Studiował na Akademii Sztuk Pięknych w Krakowie oraz w École du Louvre w Paryżu, w którym zamieszkał na stałe. Jako krytyk pełnił rolę pośrednika między kulturą polską i francuską, pisząc dla polskich czytelników o postaciach życia artystycznego Francji, zaś dla francuskich o czołowych pisarzach polskich przełomu XIX i XX wieku. Napisał m.in. książkę Szlakami dusz twórczych. Sylwety i szkice (1913), poświęconej głównie współczesnemu malarstwu francuskiemu, oraz zbiór studiów o literaturze polskiej Visages d'écrivains. Les aspects du roman polonais (Paryż 1930).